# Ponte romano di Pietralunga
Il ponte romano di Pietralunga è un resto archeologico dell'epoca romana sito in contrada Pietralunga nel comune di Paternò, in provincia di Catania.

## Descrizione
La struttura sorge nell'omonima contrada, che si trova nella parte più occidentale del territorio paternese, fuori dal centro abitato e vicino alle sponde del fiume Simeto.
Il ponte, di cui ormai sono rimaste solo le rovine, si presenta molto basso come elevazione ma largo 4,15 metri, tipica strada romana che serviva per far transitare due carri. La lunghezza è invece di circa 23 m.
Il manufatto è detto volgarmente "coscia del ponte", ed è costruito interamente in pietra lavica. A tutt'oggi esistenti sono alcuni tratti del ponte, i cui resti sono utilizzati come canali d'irrigazione per le campagne circostanti.
Nella stessa zona in cui è situato il ponte, nel 1997, scavi condotti dalla Soprintendenza ai beni culturali e ambientali di Catania, hanno portato alla luce tracce di insediamenti umani e di reperti archeologici risalenti all'Età del bronzo, che fanno supporre l'esistenza di un antico centro abitato nel luogo.

## Storia

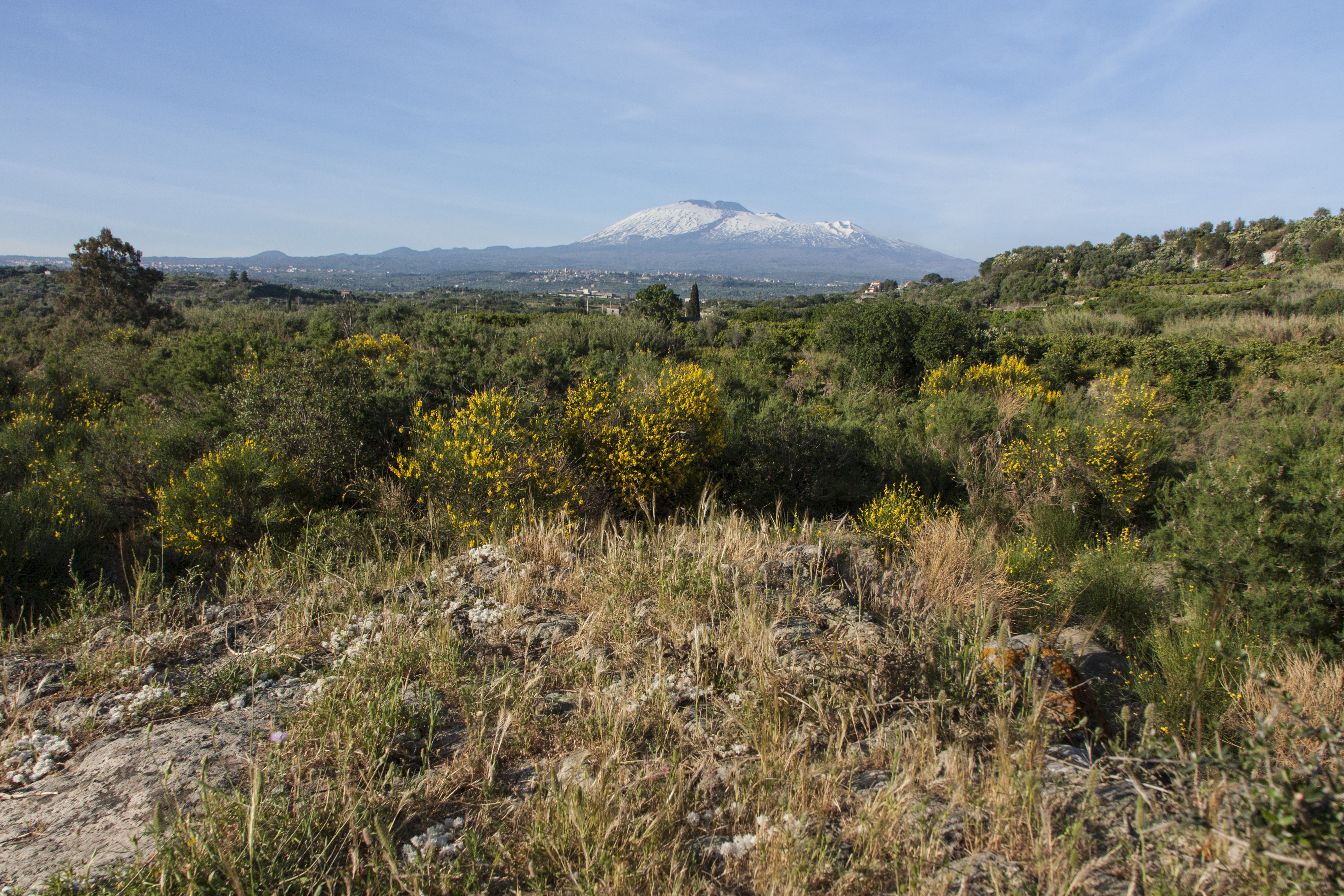
Paesaggio dal ponte romano

La sua costruzione risalirebbe al 164 a.C., un secolo dopo la conquista della Sicilia da parte dei Romani avvenuta al termine della prima guerra punica vinta contro i Cartaginesi.
Formata da due arcate, l'opera servì come strada principale per collegare Catania con gli odierni centri di Centuripe, Agira, Assoro ed Enna, nonché per soddisfare le necessità idriche dell'area etnea.
Non si hanno precise informazioni sul periodo della sua distruzione e le cause. Molti studiosi affermano che il ponte fu fatto distruggere dal tiranno Dionigi I in fuga dai Cartaginesi, per impedire il passaggio a costoro. Probabilmente il ponte andò in rovina a causa dei continui vortici d'acqua del fiume che ne compromisero nel corso del tempo la stabilità.